# Nolana ramosissima
Nolana ramosissima är en potatisväxtart som beskrevs av Ivan Murray Johnston. Nolana ramosissima ingår i släktet cymbalblommor, och familjen potatisväxter. Inga underarter finns listade i Catalogue of Life.